# Jaskinia Raptawicka
Die Höhle Jaskinia Raptawicka ist eine Schau- und Tropfsteinhöhle im Tal Dolina Kościeliska am Berg Raptawicka Turnia oberhalb des Gebirgsflusses Kościeliski Potok im Massiv der Westtatra (Tatra-Nationalpark) in Polen. 
Der Name wurde ihr 1887 von ihrem Entdecker Jan Gwalbert Pawlikowski gegeben.
Die Höhle liegt bei Kościelisko, ist ca. 560 Meter lang und hat zwei Eingänge auf einer Höhe zwischen ca. 1146 m n.p.m. und 1152 m n.p.m. Seit 2015 ist sie mit dem Höhlensystem der Jaskinia Mylna (Jaskinie Pawlikowskiego) verbunden.